# Провинција Аваџи
Аваџи (јап. 淡路国) је једна од 66 историјских провинција Јапана, која је постојала од почетка 8. века (закон Таихо из 703. године) до Мејџи реформи у другој половини 19. века. Аваџи се налазио на истоименом острву у Унутрашњем мору.
Царским декретом од 29. августа 1871. све постојеће провинције замењене су префектурама. Територија Аваџија припада данашњој префектури Хјого.

## Географија
Аваџи је острво у Унутрашњем мору, између острва Шикоку на југозападу и Хоншу на североистоку.